# Xã Trotter, Quận Carroll, Missouri
Xã Trotter (tiếng Anh: Trotter Township) là một xã thuộc quận Carroll, tiểu bang Missouri, Hoa Kỳ. Năm 2010, dân số của xã này là 205 người.